# Pueblo Nuevo kommun, Guanajuato
Pueblo Nuevo är en kommun i Mexiko.   Den ligger i delstaten Guanajuato, i den centrala delen av landet, 260 km nordväst om huvudstaden Mexico City. Antalet invånare är 11 169. Arean är 61 kvadratkilometer. Pueblo Nuevo gränsar till Abasolo.
Terrängen i Pueblo Nuevo är en högslätt.
Följande samhällen finns i Pueblo Nuevo:
- Pueblo Nuevo
- Villa de Guadalupe
- La Soledad
- Granja Potosina
- Durazno de Fonseca
- Congregación de Panales
- Dos Ríos de San Antonio
- Casa Blanca
- Montecillos
- Colonia 13 de Julio
- Cerritos
- Padres Mártires
- La Purísima
- Presa Grande
- Colonia Progresista
- Apaseo el Alto
- Hacienda de Alonso